# Biblioteca da Marinha (Brasil)
A Biblioteca da Marinha é uma biblioteca pública subordinada à Diretoria do Patrimônio Histórico e Documentação da Marinha, situada no Centro do Rio de Janeiro.

## História
É a biblioteca pública mais antiga do Brasil e tem a sua origem no Depósito de Escritos da Real Academia dos Guardas-Marinha de Portugal, criada em 1802 e que foi transferida de Lisboa para o Rio de Janeiro em 1808 juntamente com a academia quando a corte portuguesa foi transferida para o Brasil. Em 17 de outubro de 1846 e passou a chamar-se oficialmente Bibliotheca da Marinha, pelo Decreto nº 479.
Possui cerca de 110 000 itens, entre livros, folhetos, periódicos e mapas, com um acervo especializado nas áreas de história geral, história do Brasil, história naval, história militar e cartografia. Tem cinco divisões: Acesso ao Material Bibliográfico, Processamento Técnico, Materiais Especiais, Gerência e Coordenação da Rede de Bibliotecas Integradas da Marinha e Repositório Institucional.

## Divisões

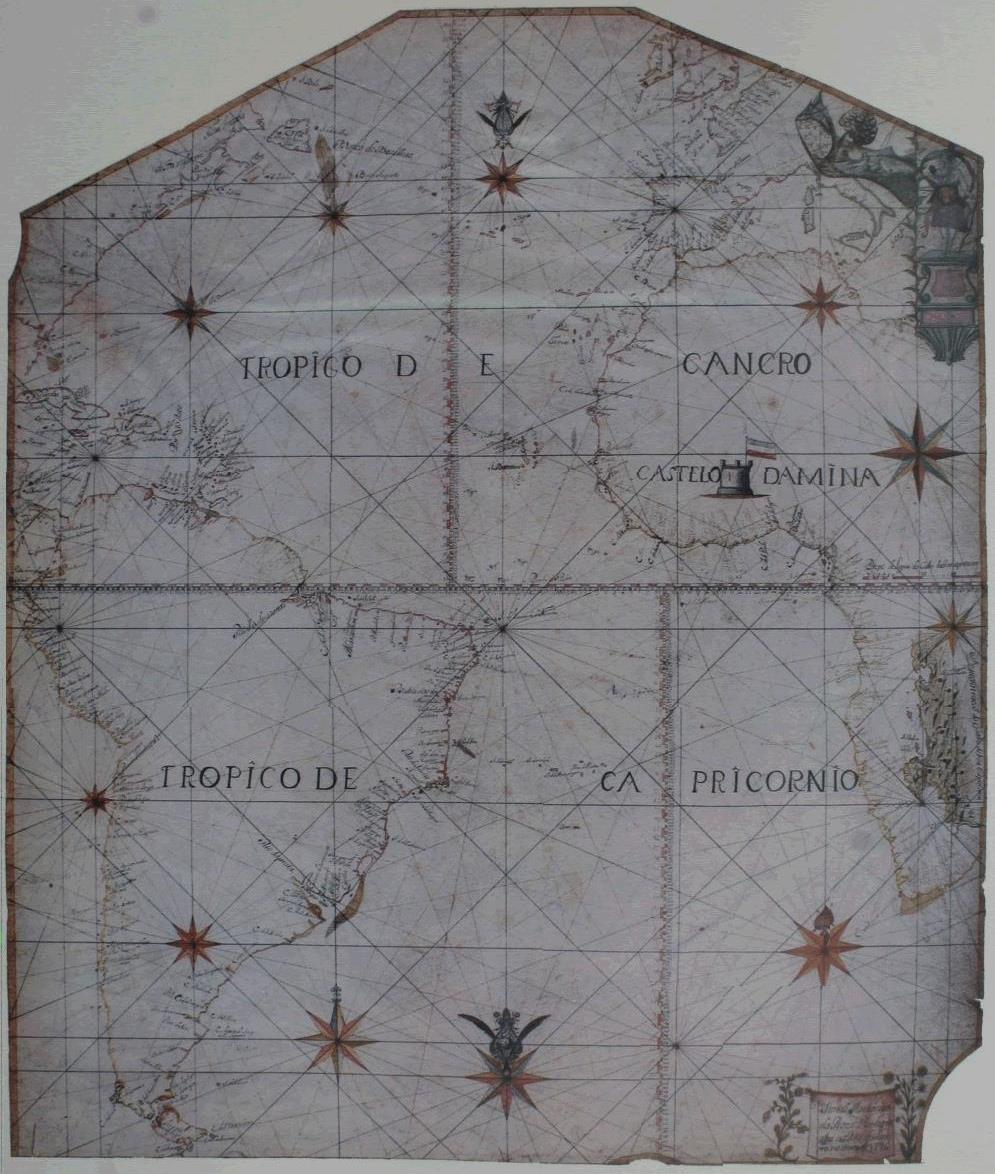
Um dos mapas expostos na seção de Obras Raras

- Acesso ao Material Bibliográfico — composta por um salão de leitura, coleção de obras de referência e dois serviços de extensão que funcionam fora do espaço físico da biblioteca: a Biblioteca Volante e as Bibliotecas Rotativas.[1]
- Divisão de Processamento Técnico — responsável pela preparação das publicações para que os seus conteúdos sejam disponibilizadas aos usuários da biblioteca.[1]
- Divisão de Materiais Especiais — está subdividida nas seções de Mapoteca e de Obras Raras.[1]
- Divisão de Gerência e Coordenação da Rede BIM — gerencia as bibliotecas existentes na Marinha, unificando procedimentos, facilitando a integração das mesmas, realizando treinamentos e oferecendo suporte técnico às bibliotecas da Rede.[5]
- Divisão de Repositório Institucional - é responsável pela gerência do Repositório Institucional da Produção Científica da Marinha do Brasil (RI-MB), com a coordenação das políticas e suporte técnico ao RI-MB.

### Mapoteca
Esta seção possui uma coleção de cartas náuticas antigas (manuscritas e impressas) e modernas além de uma coleção de atlas de elevado valor histórico e cartográfico, que abarcam um período que vai desde o século XVI até ao século XX. No seu acervo destacam-se as seguintes obras:
- Um dos únicos quatro exemplares existentes no mundo da primeira edição do “Theatrum Orbis Terrarum” do cartógrafo flamengo Abraham Ortelius, publicado em 1570 em Antuérpia, o primeiro atlas impresso no mundo.
- Uma edição de 1590 de “L’isole piu famoso del mondo” (lit.: "As ilhas mais famosas do mundo"), do toscano Tommaso Porcacchi, publicado pela primeira vez em Veneza em 1572.
- “Epitome theatri orteliani proecipuarum orbis regionum...” (1601), de Abraham Ortelius
- “Tabularum geographicarum contractarum” (1618), de Petrus Bertius
- Coleção de cartas hidrográficas da região amazônica (aquarelas manuscritas) de 1780-1781
- “Atlas des enfants ou nouvelle methode pour appendre” (lit.: "Atlas das crianças ou novo método para aprender"), de 1784

### Seção de Obras Raras
Possui obras científicas, tecnológicas, filosóficas, geográficas, históricas e de assuntos gerais do século XVI ao século XX, com predominância dos séculos XVIII e XIX, além de roteiros de navegação. 
No seu acervo destacam-se as seguintes obras:
- “L’art de naviguer”, uma edição em francês de 1554 de “Arte de navegar” do espanhol Pedro de Medina, um livro básico para o estudo da navegação e para a história da cartografia publicado originalmente em 1545 e o primeiro sobre o tema publicado na Europa.
- Primeira edição do “Breve compendio de la sphera y de la arte de navegar com nuevos instrumentos y reglas...” de Martín Cortés de Albacar, publicado em Sevilha em 1551, considerado o primeiro tratado de navegação científica e que refere descobertas em regiões da América, nomeadamente o Brasil.
- “De usu octenium in Brasilia”, de 1647, uma obra sobre o período holandês no Brasil da autoria de Juan Martinez Población.
- Edição em 3 volumes do “Clarissimi philosophi, geometricorum, elementorum liber” de Euclides de Mégara, publicado em Paris em 1534